# São José do Brejo do Cruz
São José do Brejo do Cruz är en kommun i Brasilien.   Den ligger i delstaten Paraíba, i den östra delen av landet, 1 600 km nordost om huvudstaden Brasília. Antalet invånare är 1 684.
Omgivningarna runt São José do Brejo do Cruz är huvudsakligen savann. Runt São José do Brejo do Cruz är det mycket glesbefolkat, med 7 invånare per kvadratkilometer.